# Anishinabi Lake
Anishinabi Lake är en sjö i Kanada.   Den ligger i Kenora District och provinsen Ontario, i den sydöstra delen av landet, 1 400 km väster om huvudstaden Ottawa. Anishinabi Lake ligger 353 meter över havet. Arean är 1,6 kvadratkilometer. Den sträcker sig 5,0 kilometer i nord-sydlig riktning, och 1,8 kilometer i öst-västlig riktning.
I omgivningarna runt Anishinabi Lake växer i huvudsak blandskog. Trakten runt Anishinabi Lake är nära nog obefolkad, med mindre än två invånare per kvadratkilometer.